# 新日本BGMフィルハーモニー管弦楽団
新日本BGMフィルハーモニー管弦楽団（しんにほんビージーエムフィルハーモニーかんげんがくだん、英語：New Japan BGM Philharmonic Orchestra）は、日本にあるオーケストラの1つ。通称「BGMフィル」、「NJBP」。非営利任意団体である。
ゲーム音楽を演奏する日本最初のプロオーケストラ、日本BGMフィルハーモニー管弦楽団（以下日本BGMフィル）の流れを受けた後継団体である。

## 成り立ち
日本BGMフィルが2012年7月に発足するも、2014年3月末で解散となる。その後、日本BGMフィルの発起人であり指揮者の市原雄亮が中心となり、日本BGMフィルの理念と理想を引き継ぐため、在籍していた有志と共に2014年7月に新たに立ち上げられた。

## オーケストラの形態
様々な制約に縛られず、より柔軟で自由な活動をするという理由で、法人ではなく非営利任意団体の形をとり、自主運営団体としてインディーズオーケストラを名乗っている。在籍している奏者は、いずれもプロの音楽家で構成されており、最新ゲームのBGMのレコーディングに参加しているメンバーも多い。コンサートごとに奏者を外部から招聘するのではなく、プロの固定メンバーを擁して活動するゲーム音楽オーケストラという意味では、日本BGMフィルを継ぎ日本初である。

## コンサート

### NJBP+
カフェやバーなど小規模なスペースで行っているコンサート。ライブを見に行く感覚を重視するため、曲目は非公開としている。2014年11月より開始された。

### NJBP Live!
中規模のコンサート。NJBP+よりも出演者の数が多く、作曲家などゲストを招いたトークも行われる。
NJBP Live! #1 “Resurrection”
開催日：2015年4月29日、会場：めぐろパーシモンホール 小ホール、ゲスト：下村陽子
演目（一部）：ウィザードリィメドレー（ウィザードリィ 狂王の試練場）、Room BGM（ソロモンの鍵）、NiGHTS（NiGHTS）、エンディング・テーマ（ファイナルファンタジーIII）、極大権限保有最上級生徒会～もしもあなたに逢えたなら（極上生徒会）、ライブ・ア・ライブ（ライブ・ア・ライブ）、鳥児在天空飛翔 魚児在河里游泳（ライブ・ア・ライブ）
NJBP Live! #2 “Double-sided”
開催日：2015年7月11日、会場：文京シビックホール 小ホール
演目：前半：Side-N 任天堂セレクション "ファミリーコンピュータ～スーパーファミコン"（スーパーマリオカート、メトロイド、ファミコンウォーズ、ふぁみこんむかし話 新・鬼ヶ島）、後半：Side-I ラジアータストーリーズの世界（ゲスト：岩垂徳行、ゲストヴォーカル：今泉由香）
NJBP Live! #3
開催日：2015年11月28日、11月29日、会場：文京シビックホール 小ホール、ゲスト：光田康典
演目：11月28日：Day1 "光田康典 à la carte"（宇宙生中継 彗星爆発 太陽系の謎、クロノ・クロス、ゼノギアス、ソーマブリンガー、超訳百人一首 うた恋い。、テラバトル、ラクガキ王国2 魔王城の戦い（箱の庭））、11月29日：Day2 "クロノ・トリガー 20th anniversary"
NJBP Live! #4 The Sun of Ancient
開催日：2016年2月27日、会場：北とぴあつつじホール、ゲスト：古代祐三
演目：前半：サンソフト特集（ルート16ターボ、かんしゃく玉なげカン太郎の東海道五十三次、アトランチスの謎、いっき（しんふぉにっく いっき）、アルバートオデッセイ）、後半：ゲストステージ（ザ・スキーム、ミスティ・ブルー、ベア・ナックル 怒りの鉄拳、ベア・ナックルII 死闘への鎮魂歌、アクトレイザー、セブンスドラゴン、みんなでまもって騎士 姫のトキメキらぷそでぃ）
NJBP Live! #5 "Enhancement"
開催日：2016年6月26日、会場：北とぴあつつじホール、ゲスト：菊田裕樹
演目：前半：コーエーテクモ特集（スターフォース（AC版）、スーパースターフォース（AC版）、ソロモンの鍵（AC版）、マイティボンジャック（家庭用）、アルゴスの戦士（AC版）、忍者龍剣伝（AC版））、後半：ゲストステージ（聖剣伝説2、聖剣伝説3）
NJBP Live! #6 “時空ノ楽士 IN 憤強渋幾”
開催日：2016年10月9日、10月16日、会場：文京シビックホール 小ホール、ゲスト：時田貴司
演目：半熟英雄、ナナシノゲエム、ライブ・ア・ライブ、魔界塔士Sa・Ga（10月9日のみ）、クロノ・トリガー（10月16日のみ）、光の4戦士 ファイナルファンタジー外伝、FINAL FANTASY LEGENDS 時空ノ水晶
NJBP Live! #7 SWEET IMAGINE, SWEET DREAMS
開催日：2017年2月25日、会場：文京シビックホール 小ホール
演目：ニューラリーX、バラデューク、ディグダグ、ディグダグII、スターラスター、ボスコニアン、ギャラガ、ギャラクシアン、ワルキューレの冒険 時の鍵伝説、ワルキューレの伝説、マッピー、妖怪道中記、源平討魔伝、ドルアーガの塔、ワギャンランド、ドラゴンバスター、セリア姫のポプリ（慶野由利子編曲のリミックス曲）
NJBP Live! #8 Re:Stage I
開催日：2017年6月17日、会場：文京シビックホール 小ホール
演目：ファイナルファンタジーIV、箱の庭（ラクガキ王国2 魔王城の戦い）、クロノ・トリガー、ザ・スキーム、聖剣伝説3、超訳百人一首 うた恋い。、ウィザードリィ 狂王の試練場、宇宙生中継 彗星爆発 太陽系の謎、ベア・ナックル 怒りの鉄拳、ベア・ナックルII 死闘への鎮魂歌、ライブ・ア・ライブ
NJBP Live! #9 "KONAMI MUSIC !"
開催日：2018年1月21日、会場：文京シビックホール 小ホール
演目：悪魔城ドラキュラ、ドラキュラII 呪いの封印、悪魔城伝説、魂斗羅、月風魔伝、がんばれゴエモン!からくり道中、がんばれゴエモン2、レーサーミニ四駆 ジャパンカップ、魍魎戦記MADARA、GRADIUS、ときめきメモリアル Girl's Side、The Epic of Zektbach -Ristaccia-より「L'erisia(Primal Logic)」
NJBP Live! #10 ～くにおくんだよ全員集合！～
開催日：2018年5月26日、会場：文京シビックホール 小ホール
演目：熱血硬派くにおくん、ダウンタウン熱血物語、熱血高校ドッジボール部、熱血高校ドッジボール部 サッカー編、くにおくんの時代劇だよ全員集合、ダウンタウン熱血行進曲 それゆけ大運動会
NJBP Live! #11 SWEET IMAGINE, SWEET DREAMS encore
開催日：2018年9月30日（台風の影響で中止）、10月20日（追加公演）、2019年4月20日（振替公演）、会場：文京シビックホール 小ホール、ゲスト：小沢純子、小野浩、川田宏行、慶野由利子、中潟憲雄
演目：ラリーX、ニューラリーX、ギャラガ、マッピー、ディグダグ（2019年4月20日のみ）、ディグダグII、トイポップ、ドルアーガの塔、バラデューク、源平討魔伝、妖怪道中記、スターラスター、ワギャンランド、ワルキューレの冒険 時の鍵伝説、ワルキューレの伝説、セリア姫のポプリ
NJBP Live! #12 “ささやき － えいしょう － いのり － ねんじろ！”
開催日：2019年12月8日、会場：北とぴあつつじホール、ゲスト：忍者増田
演目：ウィザードリィ 狂王の試練場 全曲、ウィザードリィII リルガミンの遺産 全曲
NJBP Live! #13 ～下丸子全曲演奏 オホーツクに聴ゆ～
開催日：2024年9月15日、会場：大田区民プラザ 大ホール、ゲスト：上野利幸、荒井清和
演目：北海道連鎖殺人 オホーツクに消ゆ 全曲、北海道連鎖殺人 オホーツクに消ゆ ～追憶の流氷・涙のニポポ人形～ より2曲
NJBP Live! #14 ～Ys I all in I～（前編）
開催日：2024年12月14日、会場：練馬文化センター つつじホール
演目：イースI
NJBP Live! #15 ～Ys I all in I～（後編）
開催日：2025年5月31日、会場：北とぴあ つつじホール
演目：イースI
NJBP Live! #16 “くにおくん特集（仮題）”
開催日：2025年9月20日、会場：大田区民プラザ 大ホール
演目：熱血高校ドッジボール部、くにおくんの時代劇だよ全員集合ほか